# Эксплуатационное кино на нацистскую тематику
Nazi-exploitation (Наци-эксплотэйшн) — кинематографический поджанр категории эксплуатационное кино. Действие в подобных фильмах протекает в местах, специфичных для нацистского периода Германии и Второй мировой войны: концентрационный лагерь, тюрьма, гестапо, нацистский публичный дом и т. п. Действие в Nazi-exploitation в обязательном порядке обставлено нацистской атрибутикой и символикой Третьего рейха, на экране обязательно присутствуют милитаристская униформа германского Вермахта или СС.

## Сексуальность
Фильмы Nazi-exploitation часто эксплуатируют так называемый сексуальный миф о Третьем рейхе, на базе которого строится множество сюжетов Nazi-exploitation: изображаются совершенно не соответствующие действительности сексуальные отношения начальника лагеря/надзирателя
и заключённого/узницы еврейской национальности, описывается практически невозможное в Германии, но вполне возможное на Восточном фронте — официальное использование еврейских девушек в борделях для немецких военнослужащих; рассказываются не в полной мере соответствующие действительности истории о деятельности общества «Лебенсборн» и т. д.
Половые извращения в Nazi-exploitation фильмах тесно связаны с идеологией нацизма:[как?][прояснить] сексуальный садизм и мазохизм тесно смыкается с циничным и физиологическим унижением жертвы в рамках и по канонам нацистского поведения:[прояснить] от палача ждут унижения, а от жертвы ждут покорности и готовности на новые унижения и страдания; фетишизм в сексуальной сфере тесно смыкается с обязательным изображением в Nazi-exploitation истязателя в униформе СС (чёрный мундир, плащ, пальто, фуражка, плётка, использовавшиеся военнослужащими «Общих СС») и его мазохистской (в большинстве случаев) жертвы в форме заключённого.
По большому счёту, в Nazi-exploitation, эксплуатируются и освещаются разнообразные аспекты человеческой сексуальности на фоне атрибутов Третьего рейха и НСДАП, что роднит жанр Nazi-exploitation с жанром Sexploitation. Можно утверждать, что без половых отклонений (гипертрофированные садизм, мазохизм, фетишизм, вуайеризм) немыслимо большинство эксплуатационных фильмов жанра Nazi-exploitation, поскольку пристальное внимание зрителя удерживается именно через показ запретных тем: половых извращений, сцен убийств и издевательств с нацистской риторикой.
Симптоматично также, что фильмы 100 % Nazi-exploitation часто оказываются одновременно и в списке фильмов Sexploitation. Объясняется это тем, что по-сути Nazi-exploitation можно назвать поджанром от жанра Sexploitation, поскольку сексуальная эстетика наци-символики и соответствующие атрибуты нацистской идеологии и насилия (чёрная униформа «общих СС», плётка, хлыст, наручники, рассуждения о расовом превосходстве, уничтожение людей по причине расовой ненависти) это — лишь повод для демонстрации сексуальных отклонений вместе с изображением темы табу — нацизма.

## Примеры
- «Азбука Смерти» (Новелла «H is for Hydro-Electric Diffusion» (Гидроэлектрическая диффузия)

- «Бесславные ублюдки»
- «Железное небо»
- «Эльза — девушка из СС[англ.]»
- «Зверь в горячке[англ.]»
- «Ильза, волчица СС»
- «Лагерь любви 7[англ.]»
- «Нацисты в центре Земли»
- «Последняя оргия Третьего рейха»
- «Гитлер капут!»
- «Свастика на животе[англ.]»
- «Экспериментальный лагерь СС[англ.]»
- «Женщины, депортированные в спецотделение СС[англ.]»

Ночной портье